# Wytwórnia Filmów Dokumentalnych i Fabularnych
Wytwórnia Filmów Dokumentalnych i Fabularnych (WFDiF), do 1989 Wytwórnia Filmów Dokumentalnych – jedna z najstarszych w Polsce wytwórni filmowych, znajdująca się przy ul. Chełmskiej 21 w Warszawie.

## Opis
Powstała w 1949 jako Wytwórnia Filmów Dokumentalnych. 
Wytwórnia realizowała filmy dokumentalne oraz Polską Kronikę Filmową. Realizowała rocznie kilkadziesiąt filmów. W 1960 rozszerzyła działalność i uruchomiła dwie nowe hale zdjęciowe do realizacji filmów fabularnych.
W 1989 przedsiębiorstwo zmieniło nazwę na obecną. W 2019 dokonano połączenia państwowych instytucji kultury: Studio Filmowe „Kadr”, Studio Filmowe „Tor”, Studio Filmowe „Zebra”, Wytwórnia Filmów Dokumentalnych i Fabularnych oraz Studio Miniatur Filmowych a powstała nowa państwowa instytucja kultury otrzymała nazwę Wytwórnia Filmów Dokumentalnych i Fabularnych.
Wytwórnia posiada archiwum, w którym przechowuje m.in. materiały filmowe od 1916 oraz dokumenty wojenne.

## Reżyserzy filmów fabularnych
- Jerzy Antczak
- Jerzy Hoffman
- Jan Łomnicki
- Andrzej Munk
- Edward Skórzewski
- Władysław Ślesicki
- Andrzej Wajda
- Krzysztof Zanussi

## Reżyserzy filmów dokumentalnych
- Jerzy Bossak
- Andrzej Brzozowski
- Krystyna Gryczełowska
- Danuta Halladin
- Kazimierz Karabasz
- Krzysztof Kieślowski
- Bohdan Kosiński
- Maria Kwiatkowska
- Jan Łomnicki
- Tadeusz Makarczyński
- Ludwik Perski
- Jerzy Ziarnik